# 자유형 레슬링
자유형 레슬링(영어: freestyle wrestling, 문화어: 자유형 레스링) 혹은 프리스타일 레슬링은 전세계적으로 행해지는 있는 레슬링 형식 중 하나이다. 이 형식의 레슬링은 허리 아래를 잡는 것을 금지하는 그레코로만 레슬링과의 다르게 전신을 이용한다.
세계 레슬링 연맹에 따르면, 프리스타일 레슬링은 오늘날 국제적으로 행해지는 아마추어 경쟁 레슬링의 여섯 가지 주요 형식 중 하나이다. 다른 다섯가지 형식은 그레코로만형 레슬링, 그래플링/서브미션 레슬링, 비치 레슬링, 판크라티온, 알리쉬/벨트 레슬링, 전통/포크 레슬링이다.

## 같이 보기
- 캐치 레슬링
- 전통 레슬링
- 그레코로만형 레슬링
- 서브미션 레슬링